# Граф Кортаун

Герб графів Кортаун.

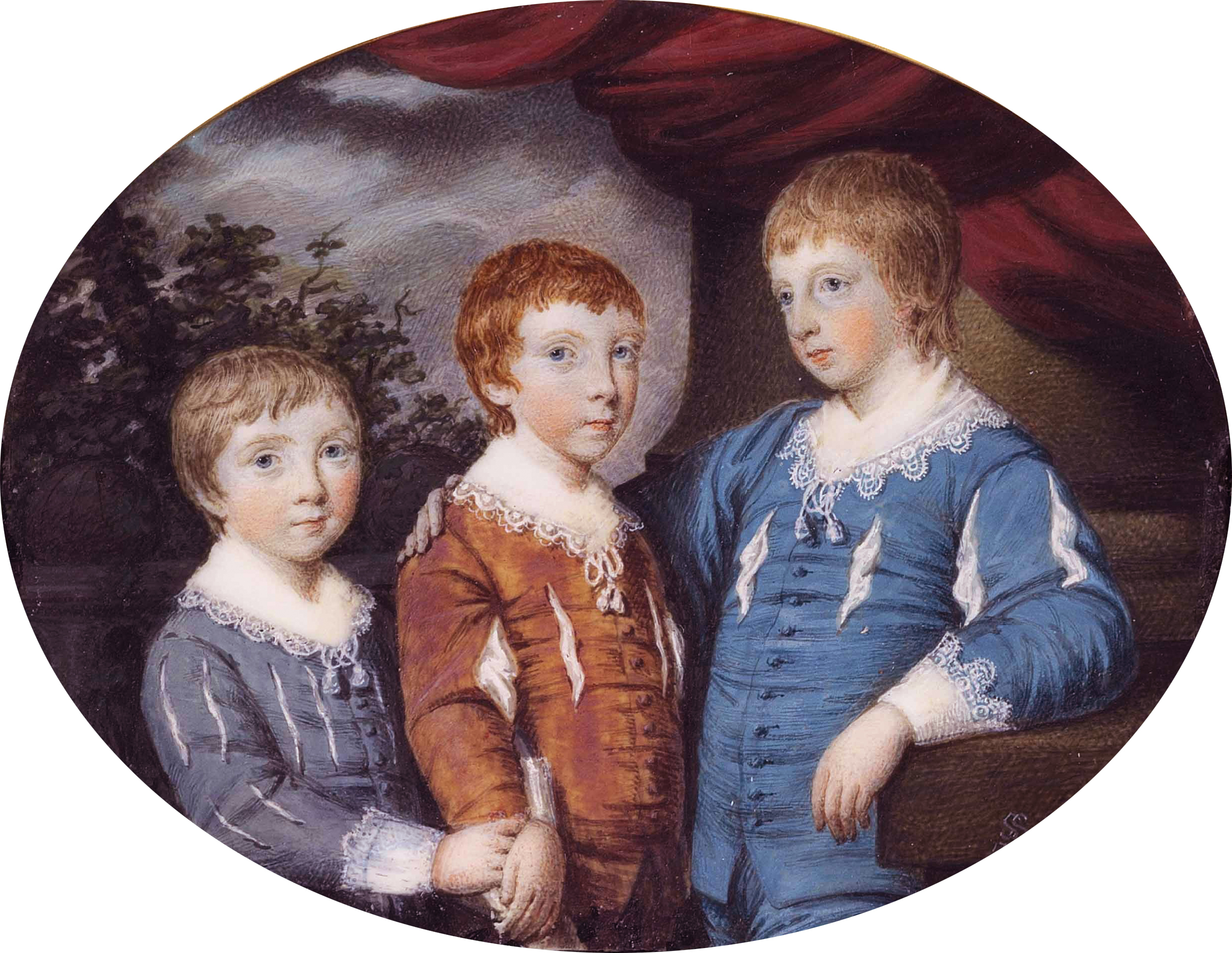
Портрет синів Джеймса Стопфорда – ІІ графа Кортаун: Роберта, Едварда, Джеймса. Худ. Самуель Шеллі. 1774.

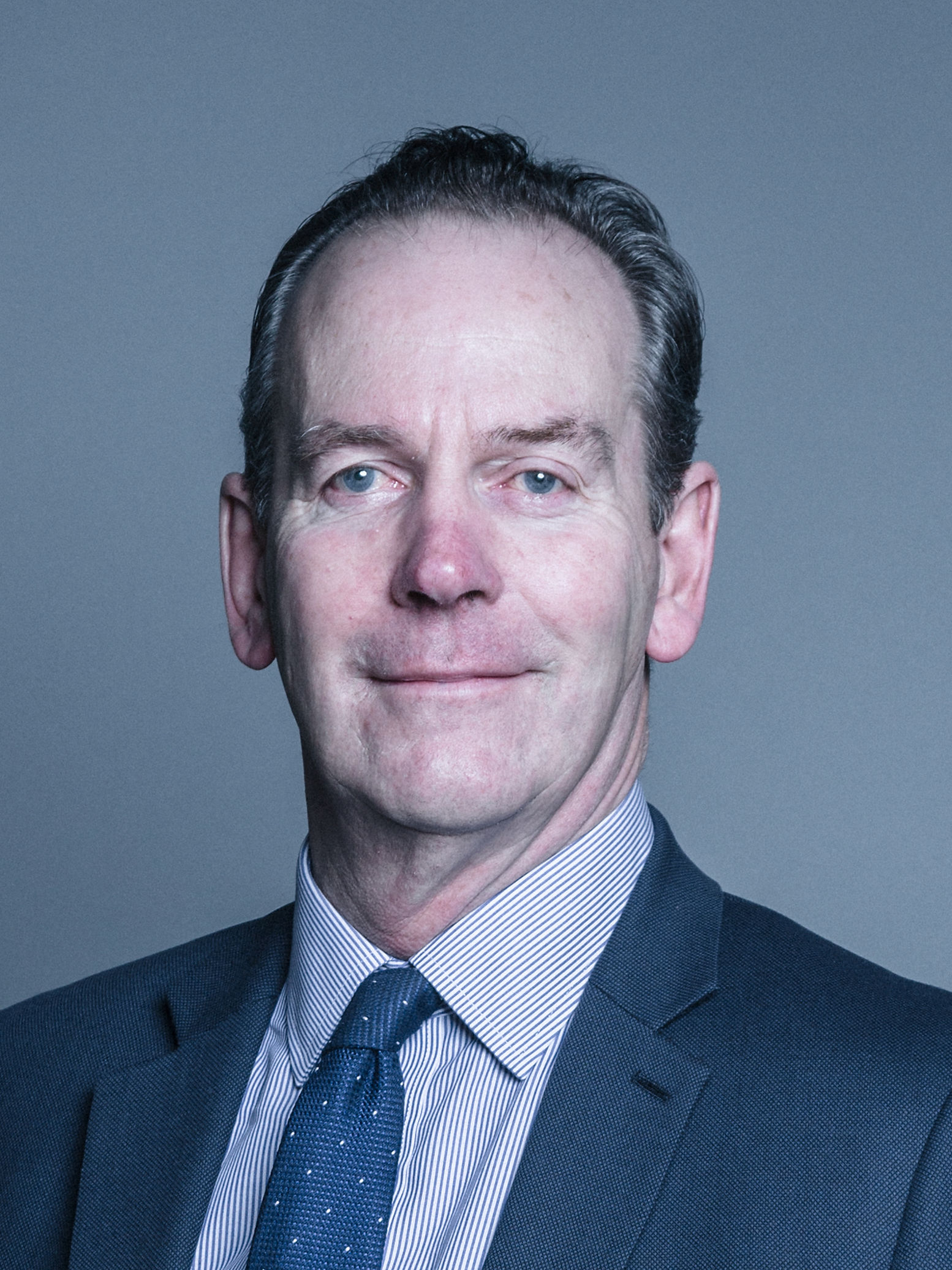
Джеймс Патрік Монтегю Бургойн Вінтроп Стопфорд (1954 р. н.) – IX граф Кортаун.

Граф Кортаун (англ. - Earl of Courtown) – аристократичний титул в перстві Ірландії. 

## Гасло графів Кортаун
Patriae infelici fidelis – «Вірний своїй нещасній країні» (лат.)

## Історія графів Кортаун
Титул граф Кортаун з графства Вексфорд був створений в перстві Ірландії 12 квітня 1762 року для Джеймса Стопфорда – І барона Кортаун. Він був відомим ірландським політиком, депутатом Палати громад парламенту Ірландії і представляв Вексфорд та Фехард. На той час він був нагороджений титулом барон Кортаун з Кортауна, що в графстві Вексфорд 19 вересня 1758 року. Одночасно з титулом графа він отримав титул віконта Стопфорд в перстві Ірландії. Він був сином Джеймса Стопфорда з Кортауна, графство Вексфорд, що представляв округ Вексфорд в Ірландській Палаті громад та його дружини Френсіс (уроджена Джонс). І граф Кортаун одружився з Елізабет – дочкою його преосвященства Едварда Сміта - єпископа Дауна і Коннора та його першої дружини та двоюрідної сестри Елізабет Сміт у 1727 році. Він помер у січні 1770 року. Його другий син Едвард Стопфорд (1732 – 1794) був генерал-лейтенантом британської армії. Інший його син Томас Стопфорд став єпископом Корка і Росса. Леді Елізабет Кортаун пережила свого чоловіка на 18 років і померла у вересні 1788 року.
Титули успадкував його старший син Джеймс Стопфорд, що став ІІ графом Кортаун. Він став відомим політиком, належав до партії торі, служив уряду під керівництвом Вільяма Пітта Молодшого на посаді скарбника в 1784 – 1793 роках. 7 червня 1796 року він отримав титул барона Солтерсфорд з Солтерсфорда, що в графстві Честер у перстві Великобританії. Цей титул давав йому та його нащадкам автоматично місце в Палаті лордів парламенту Великобританії. Він став кавалером ордена Святого Патріка в 1783 році і був прийнятий до Таємної ради Ірландії в 1784 році. Він одружився з Мері - дочкою Річарда Повіса у 1762 році. У них було четверо синів, всі стали потім відомими людьми та дочка.
Титул успадкував його старший син Джеймс Георг Стопфорд (всіх старший синів в цій родині називали Джеймсами), що став ІІІ графом Кортаун. Він теж став відомим політиком і теж належав до партії торі, як і його батько. Він змінив свого батька на посаді скарбника. Він отримав звання капітана почесної роти лордів.
Титул успадкував його старший син Джеймс Томас Стопфорд, що став IV графом Кортаун. Він теж став відомим політиком, теж належав до партії торі, був депутатом парламенту і представляв Вексфорд. 
Титул успадкував його єдиний син від першого шлюбу Джеймс Джордж Генрі Стопфорд, що став V графом Кортаун. Він обіймав посаду заступника лорд-лейтенанта графства Вексфорд.  
Титул успадкував його старший син Джеймс Волтер Майлз Стопфорд, що став VI графом Кортаун. Він отримав посаду лорд-лейтенанта графства Вексфорд. 
Титул успадкував його старший син Джеймс Річард Невілл Стопфорд, що став VII графом Кортаун. Він став генерал-майором британської армії, служив на посаді заступника генерал-ад’ютанта Військогвого відомства в 1941 – 1947 роках. 
На сьогодні титулом володіє Джеймс Патрік Стопфорд, що став ІХ графом Кортаун, успадкувавши титул від свого батька в 1975 році. Лорд Кортаун є одним з 90 обраних перів, що лишилися в Палаті лордів після ухвалення закону про Палату лордів 1999 року. Він належить до партії консерваторів (торі). 
До родини Стопфорд належить чимало відомих людей. Едвард Стопфорд (1732 – 1794) – другий син І графа Кортаун був генерал-лейтенантом британської армії. Його син Вільям Генрі Стопфорд-Блер (1788 – 1868) був полковником артилерії британської армії. Він додав до свого прізвища прізвище Блер після того, як отримав спадщину від зятя – Джеймса Блера – відомого рабовласника і борця за збереження рабства. Сер Едвард Стопфорд (1766 – 1837) – другий син ІІ графа Кортаун був генерал-лейтенантом британської армії. Сер Роберт Стопфорд – третій син ІІ графа Кортаун був адміралом британського флоту. Його старший син Роберт Фаншоу Стопфорд (1811 – 1891) був адміралом королівського флоту і був батьком відомих військових діячів: Роберта Вілбрагама Стопфорда (1844 – 1911) – війе-адмірала британського Королівського флоту; Артура Буварі Стопфорда (1845 – 1902) – полковника британської королівської артилерії; Фредеріка Джорджа Стопфорда (1852 – 1928) – віце-адмірала королівського флоту. Джеймс Джон Стопфорд (1817 – 1868) був віце-адміралом британського королівського флоту. Його преосвященство Річард Брюс Чтопфорд (1774 – 1844) – четвертий син ІІ графа Кортаун був каноніком Віндзора та капреланом ЇЇ величності королеви Вікторії І. 
Сер Монтегю Стопфорд – п’ятий ІІІ графа Кортаун був віце-адміралом британського королівського флоту. Його молодший син сер Лайонел Стопфорд був полковником британської армії, почесним генерал-лейтенантом полку Дербі та ірландської гвардії. Його старший син сер Монтегю Стопфорд був генералом стрілецької бригади британської армії. Сер Фредерік Стопфорд – другий син від другого шлюбу IV графа Кортаун був генерал-лейтенантом британської армії. Волтер Джордж Стопфорд (1855 – 1918) – третій син від другого шлюбу IV графа Кортаун був контр-адміралом британського королівського флоту. Артур Стопфорд (1879 – 1955) – другий син VI графа Кортаун був віце-адміралом британського королівського флоту. Його син Годфрі Вів’ян одружився з Марджорі Луптон в 1934 році. 
Родинною резидерцією графів Кортаун був Кортаун-Хаус, що біля Горі, графство Вексфорд, Ірландія.

## Графи Кортаун (1762)
- Джеймс Стопфорд (1700 – 1770) – I граф Кортаун
- Джеймс Стопфорд (1731 – 1810) – II граф Кортаун
- Джеймс Джордж Стопфорд (1765 – 1835) – III граф Кортаун
- Джеймс Томас Стопфорд (1794 – 1858) – IV граф Кортаун
- Джеймс Джордж Генрі Стопфорд (1823 – 1914) – V граф Кортаун
- Джеймс Волтер Міллз Стопфорд (1853 – 1933) – VI граф Кортаун
- Джеймс Річард Невілл Стопфорд (1877 – 1957) – VII граф Кортаун
- Джеймс Монтегю Бургойн Стопфорд (1908 – 1975) – VIII граф Кортаун
- Джеймс Патрік Монтегю Бургойн Вінтроп Стопфорд (1954 р. н.) – IX граф Кортаун